# Lederhosen

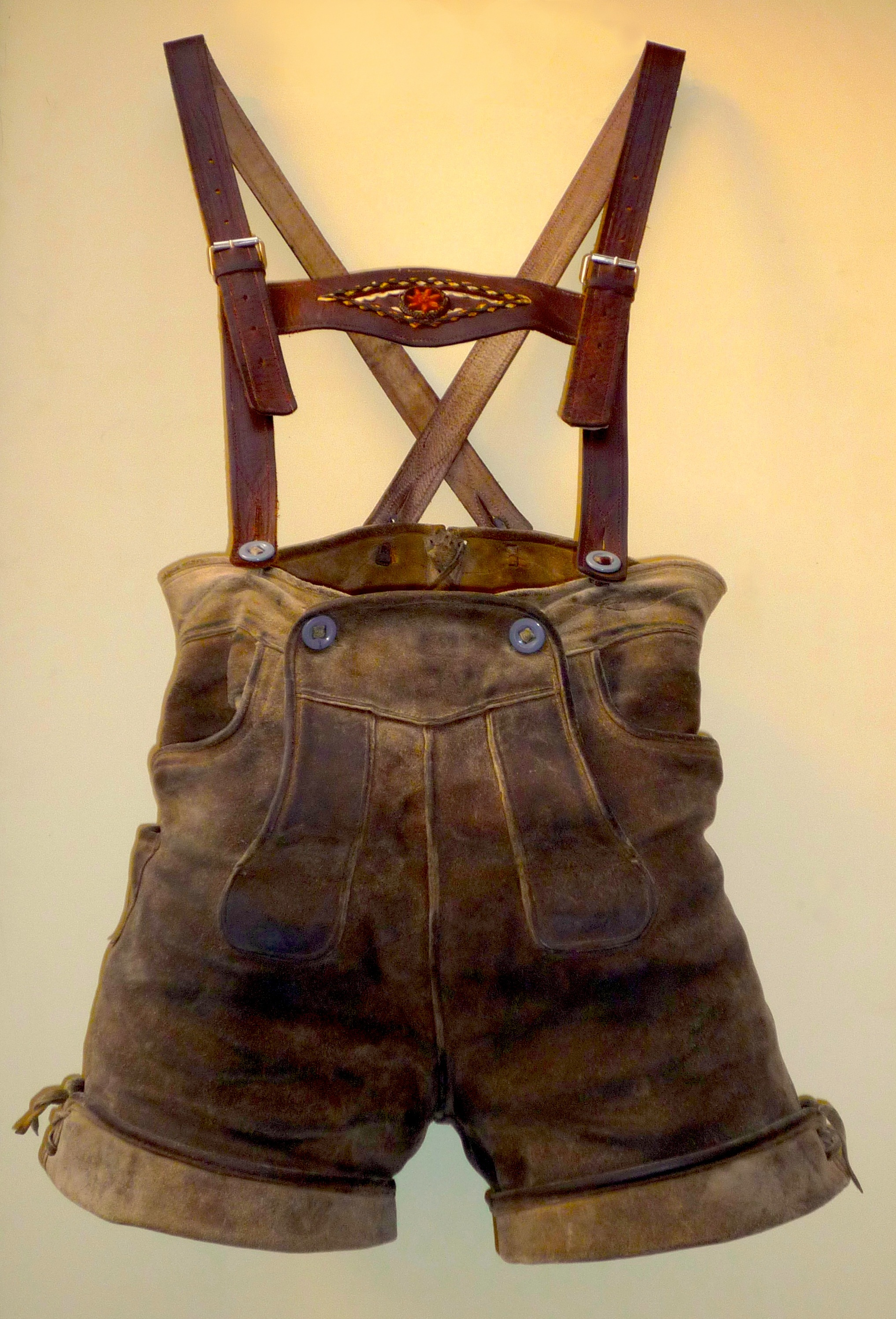
Un esemplare di Lederhosen

Alcuni uomini valcanalesi (kanaltaler) che indossano Lederhosen durante l'Alpenfest di Tarvisio.

I Lederhosen (dalla lingua tedesca traducibile in "pantaloni di pelle") sono i tradizionali pantaloni corti di cuoio con bretelle diffusi in Baviera, Austria, Svizzera,Trentino-Alto Adige e Friuli Venezia-Giulia (in Valcanale).

## Descrizione
I Lederhosen sono generalmente realizzati con le pelli di vitello o capra, ma modelli più pregiati vengono creati anche con le pelli di camoscio o cervo. Esistono tre distinti modelli del capo: il kurze Lederhose (termina sopra il ginocchio, ed è prevalentemente usato dai ragazzi), il Kniebundlederhose (termina sotto il ginocchio ed è il modello più diffuso) ed il lange Lederhose (lungo fino alle caviglie).
Tradizionalmente il Lederhose è di colore nero o marrone, ovvero il colore naturale delle pelli. Soltanto grazie all'introduzione di nuove tecniche di conciatura delle pelli, è stato possibile reperire Lederhosen realizzati in nuove colorazioni, benché normalmente si tenda a mantenere colori naturali o comunque tradizionali come il verde scuro, il grigio o gradazioni di marrone.
I Lederhosen vengono apprezzati per la loro resistenza e amati dai bambini per ruzzolare o scivolare sui prati.

## Storia e tradizione

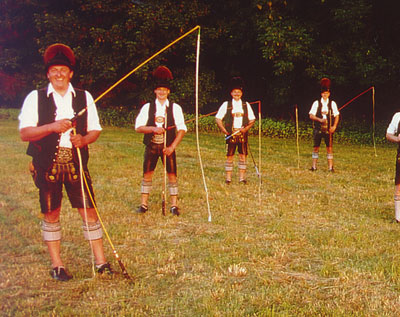
Alcuni uomini bavaresi che indossano i Lederhosen

Tradizionalmente, i Lederhosen venivano indossati dalle popolazioni alpine in Germania, Austria, Trentino-Alto Adige e Svizzera. Il loro utilizzo è attestato intorno al XV secolo come indumento di lavoro.
La Couturière Parisienne, tuttavia, dichiarò che i Lederhosen originariamente non erano soltanto parte della tradizione bavarese, ma che in realtà erano stati indossati in quasi tutta Europa, specialmente dai fantini, dai cacciatori e dai contadini. In ogni caso l'associazione dei Lederhosen con le popolazioni germaniche era esistente già nel XVIII secolo, dato che in Francia quei particolari pantaloni erano conosciuti come "alla bavarese".
I Lederhosen sono attualmente utilizzati in occasioni particolari come il Biergarten, il Zeltfest, l'Oktoberfest ma anche cerimonie e matrimoni. La diffusione di tale indumento in Baviera è comparabile con quello del kilt in Scozia. In alcuni casi, essi fanno parte anche della divisa di alcuni gruppi scout.
Nelle generazioni odierne, molte ragazze durante le feste paesane vestono con una tipologia di Lederhosen più corto rispetto a quello maschile.

## Nell'arte
- Nel racconto omonimo di Haruki Murakami, la richiesta di acquistare quel capo di abbigliamento, è il "germoglio" della dissoluzione di un matrimonio.